# Certified Lover Boy
Certified Lover Boy es el sexto álbum de estudio del rapero canadiense Drake, publicado el 3 de septiembre de 2021 por OVO Sound y Republic Records. Cuenta con contribuciones especiales de Lil Baby, Lil Durk, Giveon, Jay-Z, Travis Scott, Future, Young Thug, Yebba, 21 Savage, Lil Wayne, Rick Ross y Kid Cudi. Aunque recibió reseñas mixtas de parte de la crítica, logró ubicarse en la primera posición de las listas de éxitos en varios territorios.
El álbum rompió los récords de Apple Music y Spotify para el debut de transmisión más grande en un solo día. La producción estuvo a cargo de frecuentes colaboradores como Nineteen85, PartyNextDoor, OZ y Vinylz, entre otros.

## Lista de canciones
| N.º | Título                                                  | Duración |  |
| 1.  | «Champagne Poetry»                                      | 5:36     |  |
| 2.  | «Papi's Home»                                           | 2:58     |  |
| 3.  | «Girls Want Girls» (featuring Lil Baby)                 | 3:41     |  |
| 4.  | «In the Bible» (featuring Lil Durk y Giveon)            | 4:56     |  |
| 5.  | «Love All» (featuring Jay-Z)                            | 3:48     |  |
| 6.  | «Fair Trade» (featuring Travis Scott)                   | 4:51     |  |
| 7.  | «Way 2 Sexy» (featuring Future y Young Thug)            | 4:17     |  |
| 8.  | «TSU»                                                   | 5:08     |  |
| 9.  | «N 2 Deep» (featuring Future)                           | 4:33     |  |
| 10. | «Pipe Down»                                             | 3:25     |  |
| 11. | «Yebba's Heartbreak» (featuring Yebba)                  | 2:13     |  |
| 12. | «No Friends in the Industry»                            | 3:24     |  |
| 13. | «Knife Talk» (featuring 21 Savage y Project Pat)        | 4:02     |  |
| 14. | «7AM on Bridle Path»                                    | 3:59     |  |
| 15. | «Race My Mind»                                          | 4:29     |  |
| 16. | «Fountains» (featuring Tems)                            | 3:12     |  |
| 17. | «Get Along Better» (featuring Ty Dolla Sign)            | 3:49     |  |
| 18. | «You Only Live Twice» (featuring Lil Wayne y Rick Ross) | 3:33     |  |
| 19. | «IMY2» (featuring Kid Cudi)                             | 4:12     |  |
| 20. | «Fucking Fans»                                          | 4:05     |  |
| 21. | «The Remorse»                                           | 5:51     |  |

## Créditos
- Drake - voz
- Mark Ronson – voces adicionales
- Chubbs – voces adicionales
- Roxx – voces adicionales
- Nicki Minaj – coros
- Kiefer – piano
- Brian "B-Nasty" Reid – teclados
- Harley Arsenault – bajo, batería, teclados
- PartyNextDoor – coros
- Anthony Hamilton – voces adicionales

## Posicionamiento en lista

### Semanal
| Gráfica (2021)                          | Posición |
| --------------------------------------- | -------- |
| Australia (ARIA)                        | 1        |
| Austria (Ö3 Austria)                    | 3        |
| Bélgica (Ultratop flamenca)             | 2        |
| Bélgica (Ultratop valona)               | 3        |
| Canadá (Billboard Canadian Albums)      | 1        |
| República Checa (ČNS IFPI)              | 5        |
| Dinamarca (Hitlisten)                   | 1        |
| Países Bajos (Album Top 100)            | 1        |
| Finlandia (Suomen Virallinen Lista)     | 3        |
| Francia (SNEP)                          | 3        |
| Alemania (Offizielle Top 100)           | 3        |
| Icelandic Albums (Tónlistinn)           | 1        |
| Irlanda (OCC)                           | 1        |
| Italia (FIMI)                           | 2        |
| Lithuanian Albums (AGATA)               | 1        |
| Nueva Zelanda (Recorded Music NZ)       | 1        |
| Noruega (VG-lista)                      | 1        |
| Portugal (AFP)                          | 43       |
| Slovak Albums (ČNS IFPI)                | 2        |
| España (PROMUSICAE)                     | 5        |
| Suecia (Sverigetopplistan)              | 1        |
| Suiza (Schweizer Hitparade)             | 2        |
| Reino Unido (UK Albums Chart)           | 1        |
| Reino Unido (UK R&B Albums)             | 2        |
| Estados Unidos (Billboard 200)          | 1        |
| Estados Unidos (Top R&B/Hip-Hop Albums) | 1        |